# Michael O'Neill (acteur)
Michael O'Neill (Montgomery (Alabama), 29 mei 1951) is een Amerikaans acteur.

## Biografie
O'Neill groeide op in Montgomery (Alabama). Hij heeft gestudeerd aan de Auburn University in Auburn (Alabama) waar hij in 1974 zijn diploma haalde. Het acteren heeft hij geleerd aan de Theatricum Botanicum in Los Angeles waar hij les kreeg van onder andere Will Geer. Hierna verhuisde hij naar New York waar hij zijn carrière als acteur vervolgde.

## Filmografie

### Films
Selectie:
- 2025 Bride Hard - als Frank
- 2023 Air - als Joe Dean
- 2013 Dallas Buyers Club – als Richard Barkley
- 2011 J. Edgar – als senator McKellar
- 2010 Green Zone – als kolonel Bethel
- 2007 Transformers – als Tom Banacheck
- 2004 Around the Bend – als cowboy
- 2003 Secondhand Lions – als Ralph
- 2003 Seabiscuit – als Mr. Pollard
- 2003 Dreamcatcher – als generaal Matheson
- 2000 Traffic – als advocaat Rodman
- 2000 The Legend of Bagger Vance – als O.B. Keeler
- 1996 The Sunchaser – als agent Moreland
- 1992 Lorenzo's Oil – als school psychiater
- 1989 Sea of Love – als Raymond Brown

### Televisieseries
Uitgezonderd eenmalige gastrollen.
- 2022-2024 Dark Sanctum - als gids - 13 afl.
- 2024 Happy's Place - als Jim Jackoway - 2 afl.
- 2024 Outer Range - als rechter Pettigrew - 2 afl.
- 2022 Echoes - als Victor McCleary - 7 afl.
- 2020 Council of Dads - als Larry Mills - 10 afl.
- 2020 Messiah - als Cameron Collier - 5 afl.
- 2019 Jack Ryan - als senator Mitchell Chapin - 5 afl.
- 2017-2018 S.W.A.T. - als Carl Luca - 2 afl.
- 2018 Shooter - als Ray Brooks - 3 afl.
- 2018 Scandal - als Lonnie Mencken - 5 afl.
- 2013-2016 Rectify – als senator Roland Foulkes – 15 afl.
- 2014 Extant - als Alan Sparks - 13 afl.
- 2014 Bates Motel - als Nick Ford - 8 afl.
- 2012-2013 Necessary Roughness – als Hank Griffin – 5 afl.
- 2012 Vegas – als burgemeester Ted Bennett – 4 afl.
- 2010-2012 NCIS – als voormalige NCIS agent Riley McCallister – 3 afl.
- 2010 Miami Medical – als dr. Bruce Kaye – 2 afl.
- 2010 Grey's Anatomy – als Gary Clark – 4 afl.
- 2009 Army Wives – als eerwaarde Bankerd – 2 afl.
- 2008 Prison Break – als Herb Stanton – 3 afl.
- 2006-2007 The Nine – als Pete Burton – 3 afl.
- 2006-2007 The Unit – als Ron Cheals - 6 afl.
- 1999-2006 The West Wing – als geheim agent Ron Butterfield - 16 afl.
- 2005 Commander in Chief – als congreslid Wilcox – 2 afl.
- 2001-2002 Boston Public – als Dr. Bernard Colbert – 4 afl.
- 2001 24 – als Richard Walsh – 2 afl.
- 1995 Days of our Lives – als pastoor Jansen – 2 afl.